# 似射带蜗牛
似射带蜗牛（学名：Laeocathaica subsimilis）为巴蜗牛科射带蜗牛属的动物，是中国的特有物种。分布于四川、湖北、陕西等地，生活环境为陆地，多见于农田公园丘陵、山区潮湿的草丛中、岩石上落叶石块下以及多腐殖质处。